# Stern (Zeitschrift)
Der Stern (Eigenschreibweise stern) ist ein 1948 von Henri Nannen gegründetes aktuelles Wochenmagazin von RTL Deutschland, bis 2021 Gruner + Jahr. Es erscheint donnerstags in einer verbreiteten Auflage von rund 301.000 Exemplaren. Chefredakteur ist Gregor Peter Schmitz.

## Profil
Der Stern behandelt politische und gesellschaftliche Themen, er bietet Nutzwertjournalismus und klassische Reportagen, zeigt Fotostrecken und porträtiert Prominente. Er wurde früher von Journalisten als eines der deutschsprachigen Leitmedien eingestuft.

## Auflage
Der Stern hat wie seine direkten Wettbewerber Focus und Spiegel in den vergangenen Jahren erheblich an Auflage eingebüßt. Die verkaufte Auflage ist seit 1998 um 75,1 Prozent gesunken. Sie beträgt gegenwärtig 274.624 Exemplare. Das entspricht einem Rückgang von 827.451 Stück. Der Anteil der Abonnements an der verkauften Auflage liegt bei 47,2 Prozent.
Die verkaufte Auflage überschritt im ersten Quartal 1958 erstmals die Millionengrenze und erreichte im ersten Quartal 1967 mit 1,931 Millionen Exemplaren ihren Höchststand.
| 1998    | 1999    | 2000    | 2001    | 2002    | 2003    | 2004    | 2005    | 2006    | 2007    | 2008   | 2009   | 2010   | 2011   | 2012   | 2013   | 2014   | 2015   | 2016   | 2017   | 2018   | 2019   | 2020   | 2021   | 2022   | 2023   | 2024   |
| ------- | ------- | ------- | ------- | ------- | ------- | ------- | ------- | ------- | ------- | ------ | ------ | ------ | ------ | ------ | ------ | ------ | ------ | ------ | ------ | ------ | ------ | ------ | ------ | ------ | ------ | ------ |
| 1102075 | 1080379 | 1081613 | 1085698 | 1041917 | 1065966 | 1090755 | 1017187 | 1007345 | 1004170 | 960834 | 895962 | 877181 | 816961 | 788621 | 772955 | 725959 | 721178 | 643650 | 542944 | 480739 | 440284 | 369547 | 350159 | 325426 | 309117 | 274624 |

| 1998   | 1999   | 2000   | 2001   | 2002   | 2003   | 2004   | 2005   | 2006   | 2007   | 2008   | 2009   | 2010   | 2011   | 2012   | 2013   | 2014   | 2015   | 2016   | 2017   | 2018   | 2019   | 2020   | 2021   | 2022   | 2023   | 2024   |
| ------ | ------ | ------ | ------ | ------ | ------ | ------ | ------ | ------ | ------ | ------ | ------ | ------ | ------ | ------ | ------ | ------ | ------ | ------ | ------ | ------ | ------ | ------ | ------ | ------ | ------ | ------ |
| 261885 | 278598 | 300765 | 294948 | 312026 | 321584 | 336686 | 343446 | 331538 | 327925 | 319249 | 308947 | 291976 | 263013 | 242700 | 219119 | 210278 | 212036 | 206259 | 181101 | 168143 | 157067 | 154592 | 156183 | 146973 | 130920 | 129524 |

## Geschichte

### Gründung bis 1970er Jahre
Die erste Ausgabe erschien am 1. August 1948 im neu gegründeten Stern-Verlag Henri Nannen, der seinen Sitz im Anzeiger-Hochhaus in Hannover hatte. Dies wurde möglich, nachdem Henri Nannen im Juli 1948 von der britischen Militärregierung die Genehmigung zur Umbenennung der ehemaligen Jugendzeitschrift Zick-Zack in Stern erhalten hatte, für die er einige Monate zuvor die Lizenz übernommen hatte. Das Titelbild der ersten, 16-seitigen Ausgabe des neuen Stern 1948 zierte die junge Hildegard Knef im Heu.
Nach Auffassung von Historikern, die zur Gründungsgeschichte des Stern publizieren, hatte die Zeitschrift in seiner Aufmachung das von Kurt Zentner konzipierte Glanz- und Glamourblatt Der Stern zum Vorbild, das im September 1938 auf den Markt kam und sich mit einer Auflage bis zu 750.000 Exemplaren zu einem Verkaufsschlager entwickelte. Nils Minkmar betonte, dass das berühmte Cover der ersten Nachkriegsausgabe mit Hildegard Knef wie ein Duplikat des alten Stern Nr. 25 vom Juni 1939 mit Brigitte Horney wirkt, und verweist darauf, dass Zentner zeitweise für Nannens Stern gearbeitet hat, im zweiten Halbjahr 1951 während Nannens längerem Amerikaaufenthalt sogar für 14 Ausgaben als kommissarischer Chefredakteur. Der Stern thematisierte seine Entstehungsgeschichte 2018 im Rahmen von Veröffentlichungen zu 70 Jahren des Magazins.
Im Jahr 1950 wurde die Zeitschrift von der englischen Administration nach einem Beitrag über die Verschwendung der Alliierten auf Kosten der Deutschen für eine Woche verboten. Nachdem Gerd Bucerius 1949 schon 50 % am Stern erworben hatte, verkaufte Henri Nannen im Jahr 1951 weitere 37,5 % der Anteile an Bucerius und 12,5 % an den Druckereibesitzer Richard Gruner, der sich 1965 mit den Verlegern John Jahr senior und Gerd Bucerius zur Gruner + Jahr GmbH & Co. KG zusammenschloss. Seit dieser Zeit wird der Stern auch dort verlegt.
Ab den 1960er Jahren machte Nannen das Blatt politischer und unterstützte mit seinem Heft die neue Ostpolitik Willy Brandts.
In der Einschätzung von Hubertus Knabe betrieb das Magazin oftmals eine regelrechte Hofberichterstattung aus den sozialistischen Staaten. So wurden wiederholt Artikel veröffentlicht, die auf politische Kampagnen zurückgingen, die seitens der Stasi lanciert worden waren. Dazu zählen die gegen CDU-Politiker wie Heinrich Lübcke und Eugen Gerstenmaier gerichteten Vorwürfe im Zusammenhang mit deren angeblichen, sich aber nach 1990 als unwahr erwiesenen Kooperationen mit dem NS-Regime.
Der Herausgeber griff 1962 auch in einen der spektakulärsten Kunstdiebstähle der deutschen Nachkriegszeit ein. Über das Magazin wurde den Dieben der sogenannten Volkacher Madonna von Tilman Riemenschneider ein „Lösegeld“ von 100.000 DM versprochen, sollte das Kunstwerk unbeschadet zurückgebracht werden. Der Aufruf „Gebt die Madonna von Volkach zurück!“ führte zu einer deutschlandweiten Diskussion, in der Nannen mehrfach wegen Hehlerei angezeigt wurde. Die Intervention des Blattes führte schließlich zur Wiederbeschaffung des Diebesgutes aus dem „Madonnenraub“.
 Am 6. Juni 1971 erschien der Stern mit dem damals spektakulären Titel: „Wir haben abgetrieben!“ (Ausgabe 24/1971). Die Aktion war von Alice Schwarzer initiiert. 374 Frauen bekannten sich öffentlich zu ihrem Schwangerschaftsabbruch. Alice Schwarzer, die Schauspielerin Inge Meysel und die Schriftstellerin Luise Rinser verklagten 1978 erfolglos im Rahmen der sogenannten Sexismus-Klage wegen der „Darstellung der Frau als bloßes Sexualobjekt“ auf Stern-Titelbildern den Stern und Henri Nannen. Anlass war ein Titelbild, das das für schrille Outfits und ihre persönliche Nähe zum Sadomasochismus bekannte Model Grace Jones zeigte und von dem bekannten Fotografen Helmut Newton stammte.
Im Jahr 1978 interviewten die beiden Journalisten Kai Hermann und Horst Rieck die damals 15-jährige Christiane Felscherinow für die Stern-Reportage „Babystrich“. Aus diesen Interviews entstand das Buch Wir Kinder vom Bahnhof Zoo, das vom Stern in Auszügen abgedruckt und später in viele andere Sprachen übersetzt sowie auch verfilmt wurde.

### 1980er und 1990er Jahre
Auf dem Stern vom 28. April 1983 prangte die Schlagzeile „Hitlers Tagebücher entdeckt“. Eigentlich sollte dies der Beginn einer monatelangen Serie sein. Doch die Tagebücher erwiesen sich als Fälschung. Die Veröffentlichung wurde 1983 zu einem der größten Presseskandale Deutschlands. In einer nachfolgenden Ausgabe desselben Jahres präsentierte der Stern eine Aufarbeitung der Affäre. Die Redaktion legte alle recherchierten Einzelheiten auf den Tisch. Im Jahr 2019 rollte der Stern den Fall mit dem zehnteiligen, wöchentlichen Podcast „Faking Hitler“ neu auf. Mit bisher unveröffentlichtem Material schildert er die Beziehung zwischen Konrad Kujau und dem ehemaligen Stern-Reporter Gerd Heidemann.
1987 sorgte das Foto des tot in der Badewanne liegenden Politikers Uwe Barschel, Ministerpräsident des Landes Schleswig-Holstein 1982–1987, für Aufregung. Der Stern-Reporter Sebastian Knauer hatte den Politiker in seinem Hotelzimmer in Genf tot vorgefunden und fotografiert. Das Foto der Leiche wurde in Zeitungen, Zeitschriften und im Fernsehen veröffentlicht.

### Seit 2000
Der Brüsseler Stern-Korrespondent Hans-Martin Tillack gewann 2007 ein Verfahren gegen den Staat Belgien. Im März 2004 hatte die belgische Polizei dessen Büro- und Privaträume durchsucht und Aktenmaterial beschlagnahmt. Das Europäische Amt für Betrugsbekämpfung (Olaf) warf Tillack vor, er habe möglicherweise einen seiner Mitarbeiter bestochen, um an Informationen zu kommen. Zuvor hatte dieser auf Basis von Olaf-Dokumenten mehrfach über Korruption in der EU berichtet. Anfang 2008 deckten die Reporter von Stern und Stern.de auf, dass beim Lebensmitteldiscounter Lidl die Mitarbeiter überwacht wurden. Der Stern berichtete über den sogenannten „Lidl-Skandal“ in der Ausgabe 14/2008. Die Berichterstattung löste bundesweite Diskussionen über den Schutz von Angestellten aus. Im Januar 2009 machte der Stern einen Datenskandal bei der Deutschen Bahn publik. Das Magazin berichtete, dass mehr als 1000 Mitarbeiter, u. a. aus dem oberen Management, im großen Stil „ausspioniert“ wurden. Durch eine Veröffentlichung im Januar 2013 von Stern Online über ein Schweizer Nummernkonto wurde die Steuerhinterziehung von Uli Hoeneß bekannt, der daraufhin 2014 zu einer Freiheitsstrafe von drei Jahren und sechs Monaten verurteilt wurde. Die Veröffentlichung des Porträts Der Herrenwitz über Rainer Brüderle von Laura Himmelreich im Januar 2013 löste eine umfangreiche Debatte über sexistische Bemerkungen und Übergriffe, denen sich Frauen in ihrem alltäglichen Leben ausgesetzt sehen, aus. Das Thema wurde in vielen Print-Medien und Fernsehsendungen wie den Talkshows Markus Lanz, Maybrit Illner und Günther Jauch sowie in der internationalen Presse aufgenommen.
Im Januar 2019 schenkte der Verlag Gruner + Jahr das analoge Fotoarchiv des Stern der Bayerischen Staatsbibliothek in München, um es langfristig zu bewahren und für Öffentlichkeit und Forschung zugänglich zu machen. Das Archiv umfasst mehr als 15 Millionen Abzüge, Negative und Dias aus den Jahren 1948 bis 1997. Seit 2023 ist ein Teil des Archivs online zugänglich.
Zum Weltklimatag 2020 wurde die gedruckte Ausgabe (Nummer 40, 24. September 2020) in einer umfassenden und einmaligen Kooperation mit Fridays for Future gemeinsam entwickelt und produziert. Neben der gedruckten Ausgabe wurden auch die digitalen Angebote für 2 Tage gemeinsam mit FFF fast ausschließlich der Klimakrise gewidmet. Da zum ersten Mal in 72 Jahren Außenstehende Einfluss auf die Entstehung des Hefts nehmen konnten, wurde dies auch kontrovers diskutiert.
Zum 1. März 2021 fusionierten die Hauptstadtredaktion des Stern und die Redaktionen der Zeitschriften Capital und Business Punk. Die Politik- und Wirtschafts-Redaktion des Stern in Hamburg wurde aufgelöst.
Im Mai 2022 löste ein Beitrag des Rechercheformats STRG F des NDR mit Details zur Vergangenheit des Ex-stern-Chefredakteurs und Magazininitiators Nannen im Zweiten Weltkrieg eine Debatte aus.
Der Nannen Preis für herausragenden Journalismus wurde im Juni 2022 als STERN Preis verliehen.
Bertelsmann hat das Institut für Zeitgeschichte (IfZ) beauftragt, den Umgang des früheren Chefredakteurs Henri Nannen (1913–1996) mit dem Nationalsozialismus zu erforschen.

### Vorwürfe der Medienkonzentration
Nach der Fusion von Gruner + Jahr und RTL berichtete das Branchenportal Medieninsider über die zugenommene Medienkonzentration bei RTL unter Gregor Peter Schmitz als Chefredakteur. So veröffentlichte der Stern zum Start des Musikangebots bei RTL+ „eine ausführliche Meldung inklusive der Preisstaffelungen“. Wenig später „folgte eine News zur App-Erweiterung durch Podcasts“. Unter der Marke Stern-Charts erschien zudem monatlich ein Podcast-Ranking im Print-Stern, das „im Auftrag von RTL+ Musik“ erstellt wurde und in dem oft RTL-Formate vertreten waren. Medieninsider bemängelte zudem, dass ein Artikel über „Spenden und außergewöhnliche Aktionen“ der UFA im Ahrtal ohne Kennzeichnung von einer Pressesprecherin der UFA geschrieben wurde. Die UFA gehört wie der stern zu Bertelsmann.

### stern.de
Mit Stern.de ist das Magazin seit 1995 auch online vertreten. Das Online-Angebot wird von der Stern.de GmbH betrieben, einer hundertprozentigen Tochtergesellschaft des Verlagshauses Gruner + Jahr. Stern.de gliedert sich in eigenständige Ressorts. Chefredakteurin von Stern.de war seit Oktober 2017 Anna-Beeke Gretemeier. Seit Anfang 2019 wurden Stern und das Digitalangebot stern.de in einer gemeinsamen Doppelspitze aus Anna-Beeke Gretemeier und Florian Gless geführt. Im Jahr 2022 war Wolf-Ulrich Schüler für stern.de verantwortlich. Anfang 2023 erhielt stern.de erneut einen neuen Chefredakteur. Im Oktober 2024 launchte die Redaktion eine völlig neuen Webauftritt, zudem verkündete Chefredakteur Gregor Peter Schmitz einen Strategiewechsel: einen klaren Fokus auf das Bezahlangebot. Zudem machte das Magazin mit der dritten Folge seines crossmedialen Formats „stern Investigativ“ (Kooperation mit RTL) mit einer Recherche zur Berliner Charité bundesweit Furore. Die beiden vorherigen Folgen handelten von Missständen beim Autobauer Tesla in Brandenburg und von der Reichsbürger-Gruppe um Heinrich XIII. Prinz Reuß.

## Redaktion

### Chefredakteure
- 1948–1949: Gerd Klaass[63]
- 1949: Heinrich Hauser[64]
- 1949–1980: Henri Nannen[65]
- 1980–1983: Rolf Gillhausen,[66] Peter Koch[67] und Felix Schmidt[68]
- 1983–1984: Rolf Gillhausen und Peter Scholl-Latour[69]
- 1984–1986: Rolf Winter[70]
- 1986–1989: Heiner Bremer,[71] Michael Jürgs und Klaus Liedtke[72]
- 1989–1990: Michael Jürgs[73] und Herbert Riehl-Heyse[74]
- 1990–1994: Rolf Schmidt-Holtz[75]
- 1994–1998: Werner Funk[76]
- 1999: Michael Maier[77]
- 1999–2013: Thomas Osterkorn[78] und Andreas Petzold,[79] im Januar 2013 ergänzt um Dominik Wichmann
- 2013–2014: Dominik Wichmann[80]
- 2014–2018: Christian Krug[81]
- 2019–2022: Florian Gless und Anna-Beeke Gretemeier[82]
- 2022–2023: Gregor Peter Schmitz (Vorsitzender) und Anna-Beeke Gretemeier[5] (die im Juli 2023 bekanntgab, nach ihrer Elternzeit die Redaktion zu verlassen)
- seit 2023: Gregor Peter Schmitz (Vorsitzender), Cornelia Fuchs und Giuseppe di Grazia (Stv.)[83]

### Bekannte Mitarbeiter
- Manfred Bissinger, stellvertretender Chefredakteur, davor u. a. Redakteur (1967–1978)[84]
- Randy Braumann, Kriegsberichterstatter[85]
- Martin Debes, Politikjournalist[86]
- Jörg Andrees Elten, langjähriger Auslandskorrespondent (1963–1979)[87]
- Niklas Frank, Kulturchef[88]
- Nico Fried, politischer Chefkorrespondent[89]
- Gabriel Grüner, Auslandsreporter und Kriegsberichterstatter (1999 im Kosovo ermordet)[90]
- Sebastian Haffner, langjähriger Kolumnist[91]
- Gerd Heidemann, langjähriger Chef-Reporter, der 1983 die gefälschten Hitler-Tagebücher erwarb[92]
- Volker Hinz, Fotograf
- Miriam Hollstein, Chefreporterin[93]
- Dieter Hünerkoch, geschäftsführender Redakteur (bis 2000)[94]
- Hans-Ulrich Jörges, von 2003 bis 2017 Mitglied der Chefredaktion, Kolumnist[95]
- Tina Kaiser, Investigativ-Reporterin[96]
- Ulrich Klever, langjähriger Kolumnist
- Perry Kretz, langjähriger Fotograf, berichtete über diverse Kriegsschauplätze in der Welt, insbesondere über den Vietnamkrieg[97]
- Erich Kuby, Publizist und Journalist, freie Mitarbeit[98]
- Robert Lebeck, langjähriger Fotograf[99]
- Hans Mahr, ab 1986 Büroleiter in Wien[100]
- Veit Medick, Politikjournalist[101]
- Niklaus Meienberg, Schweizer Journalist und Schriftsteller, 1982–1983 Leiter des Pariser Büros[102]
- Birte Meier, Investigativ-Reporterin[103]
- Til Mette, Cartoonist
- Marc Neller, Investigativ-Reporter[104]
- Reimar Oltmanns, Autor und stellvertretender Leiter Sonderthemen[105]
- Jürgen Petschull, Reporter und Autor, 1970–1995 Autor von Sachbüchern und Romanen[106]
- Michael Ruetz, 1969–1973 Fotograf der Redaktion in Hamburg[107]
- Harald Schmitt, Fotograf (seit 1977)[108]
- Oliver Schröm, Investigativ-Reporter[109]
- Günther Schwarberg, langjähriger Redakteur (bis 1988)[110]
- Jay Ullal, drei Jahrzehnte lang Fotograf[111]
- Micky Beisenherz, Kolumnist[112]
- Jagoda Marinić, Kolumnistin[113]

## Ableger

### Beilagen
Seit Januar 1986 liegt jeder Ausgabe des Stern das TV Magazin bei. Zuvor war der Abdruck des wöchentlichen Fernsehprogramms Bestandteil des Hauptheftes.
Das Sternchen war die Kinderbeilage der Zeitschrift Stern. Mit Heft 24/1953 startete die Zeitschrift eine Kinderbeilage in Form eines beigelegten mehrseitigen Heftes, das den Titel Das Sternchen trug (Werbeslogan: „Kinder haben Sternchen gern – Sternchen ist das Kind vom Stern“). 1961 wurde das Sternchen als separate Heftbeilage eingestellt und in eine Doppelseite im Stern verwandelt.
- Roland Kohlsaat (Jimmy das Gummipferd, 1953–1977)[114]
- Loriot (Reinhold das Nashorn, 1953–1970)[115]
- Hans Jürgen Press (Der kleine Herr Jakob), auch gemeinsam mit Fritz Raab (Die Abenteuer der »schwarzen Hand«)[116]
- F. W. Richter-Johnsen[117] und Fritz Raab (Taró)[118]

### Sonderhefte
- Sonderheft Stern Extra – 60 Jahre Bundesrepublik Deutschland (26. Februar 2009)[119]
- Sonderheft Stern Extra – Barack Obama (30. März 2009)[120]
- Sonderheft Stern Extra – Die Macht des Geldes (19. Juni 2009)
- Sonderheft Stern Extra – Vor 20 Jahren: So fiel die Mauer (18. September 2009)[121]
- Sonderheft Stern Extra – Die sechs Weltreligionen (13. November 2009)[122]
- Sonderheft Stern Extra – 60 Jahre Formel 1 (29. März 2010)[123]
- Sonderheft Stern Extra – Südafrika (7. Juni 2010)[124]
- Sonderheft Stern Extra – Die Geschichte der Deutschen (3/2010)
- Sonderheft Stern Extra – Die heiligen Schriften (2/2011)
- Sonderheft Stern Extra – Preußen (1/2012)
- Sonderheft Stern Extra – Helmut Schmidt: Ein Jahrhundertleben (2015)
- Sonderheft Stern Extra – Adieu, Karl (2019)

### Zeitschriftenfamilie
Neben Stern gibt es die so genannten Line Extensions – eigenständige Zeitschriftenreihen, die auch unter dem Logo Stern erscheinen:
- Stern Fotografie (1996–2014)
- Konr@d (1997–1999)
- Hirschhausens Stern Gesund leben (2003–2022; bis 2017 Stern Gesund leben)
- Neon (2003–2018)[125]
- View (2005–2023)
- Nido (2009–2019)[126]
- Yuno (2010–2012)[127]
- Viva (2012–2015)[128]
- Crime (seit 2015)
- JWD – Joko Winterscheidts Druckerzeugnis (2018–2019)[129]

### Podcasts und Diskuthek
Die Redaktion publiziert seit 2015 den Stern Podcast. Darüber hinaus werden verschiedene thematische Podcasts, wie „Survivors“, „Vater. Tochter. Weltgeschehen.“ und „Die Boss – Macht ist weiblich“ angeboten.
2019 startete der Stern bei Youtube das Debattenformat „Diskuthek“, in der mindestens zwei Gäste aufeinander treffen, um über aktuelle Themen zu diskutieren. Die erste Folge von Juni 2019 mit Philipp Amthor und Kevin Kühnert erzielte nach 8 Monaten mehr als 1 Mio. Aufrufe.
Alle Podcast werden seit 2019 von dem Unternehmen Audio Alliance in Berlin produziert, das zentral alle Podcasts und Audio-on-Demand-Angebote der sechs Bertelsmann Content Alliance-Partner Mediengruppe RTL Deutschland, RTL Radio Deutschland, UFA, Verlagsgruppe Random House, Gruner + Jahr und BMG betreut.

### Fernsehsendungen
Beim Fernsehsender RTL läuft seit 1990 das Magazin Stern TV. Der Fernsehsender VOX sendete von 1998 bis 2010 das Magazin Stern TV Reportage. Produzent beider Sendungen ist i&u TV.

## Engagement
Der Stern unterstützt die folgenden Initiativen:
- Deutscher Gründerpreis[140]
- Jugend forscht[141]
- Stern-Aktion Mut gegen rechte Gewalt[142]
- Stiftung Stern – Hilfe für Menschen[143]
- Stern-Zeit-Blindenzeitschrift[144]

Seit 2012 vergibt die Redaktion jedes Jahr das Stipendium Stern Junge Fotografie an einen herausragenden Fotojournalisten. Das Stipendium beinhaltet einen Jahresvertrag, innerhalb dessen der Stipendiat als festes Redaktionsmitglied in der Hamburger Redaktion arbeitet. Daneben vergibt die Zeitschrift den mit 10.000 € dotierten Stern Grant für Fotografen. Der Grant ermöglicht Talenten die langfristige Beschäftigung mit einem journalistischen Thema.

### Mut gegen rechte Gewalt
Gemeinsam mit der Berliner Amadeu-Antonio-Stiftung gründete der Stern im Jahr 2000 die Kampagne „Mut gegen rechte Gewalt“. Mehr als zwei Millionen Euro Spenden wurden in 18 Jahren gesammelt und damit über 200 Projekte gefördert. Nachdem der Stern eine Ausgabe mit Alice Weidel auf dem Cover veröffentlichte, warf die Amadeu-Antonio-Stiftung dem Magazin „Aufwertung, Verharmlosung und Normalisierung“ der AfD vor.

### Nannen Preis
Gemeinsam mit dem Hamburger Verlagshaus Gruner + Jahr zeichnet der Stern jedes Jahr die besten journalistischen Arbeiten in Print und Online des Vorjahres mit dem Nannen Preis (ehemals Henri-Nannen-Preis) aus. Die Auszeichnung wird in mehreren Kategorien verliehen. Der Henri-Nannen-Preis wird seit 2005 vergeben.

### Wissenschaftliche Aufarbeitung der Geschichte des Stern
Im Juli 2022 beauftragte Bertelsmann das Institut für Zeitgeschichte (IfZ) in München mit der Aufarbeitung der Geschichte des Magazins. Der Forschungsauftrag wurde vom Bertelsmann-Vorstand in Kooperation mit Tochterfirmen initiiert. Der Forschungszeitraum umfasst die Jahre ab Gründung des Stern bis zu Nannens Ausscheiden 1983. Im Mittelpunkt steht dabei die Frage nach der Rolle Nannens im NS-Regime.